# 林振辉 (马来西亚)
林振辉（1979年3月3日—），马来西亚政治人物和企业家，现任胜集团执行总裁和马来西亚华人公会波德申区会主席，出生于马来西亚森美兰州。其于2000年加入马华公会，曾任马华公会森美兰州联委会主席。
林振辉于2015年到2018年担任马来西亚宗乡青联合总会总理事长，并于2018年担任马来西亚八大华青总理事长，后在2019年至今担任马来西亚宗乡青教育及慈善基金会董事主席。

## 生平
林振辉出生马来西亚森美兰州，在国外生活多年。其于2008年获彭亨苏丹阿末沙殿下封赐SSAP拿督斯里勋衔。
林振辉曾涉足政治，他于2018年11月5日参与马华公会党选，竞逐副总会长一职。

## 政治生涯
林振辉于2000年加入马华公会，曾分别于2013年2013年马来西亚大选及2018年马来西亚大选，两次出战森美兰州朱湖州议席选举，并在2015年出任波德申市议员。
他于2013年和2018年以国阵旗帜和马华公会在第13届和第14届马来西亚全国大选出战朱湖州议席，以3,423票输给人民公正党的蔡同财5,957票；2018年，以3,460票输给希望联盟人民公正党叶朝政的6,661票。

## 企业
林振辉是马来西亚实业家林利星次子，在接手其父的企业后持续扩展业务，并在2020年1月15日成功向政府取得FIVE石油公司的经营执照，属于马来西亚国内，继马石油、蚬壳、PETRON和BHP等之后，第6家石油公司。
2020年3月29日，林振辉宣布，马来西亚第6间油公司FIVE已经在雪州龙邦建设首间油站，并将投入运作，而且该公司也将与馬來西亞國家石油（PETRONAS）展开策略性的合作伙伴关系，由国油作为长期供应商。